# Melotte 20
Die α-Persei-Gruppe, auch Melotte 20 und Collinder 39, ist  ein offener Sternhaufen im Sternbild Perseus, der mit bloßem Auge beobachtet werden kann. Der Sternhaufen besteht aus einer relativ großen Anzahl bereits mit bloßem Auge sichtbarer Sterne um den Hauptstern des Sternbildes Perseus herum.
Der hellste Stern des Haufens ist α Per (Mirfak), ein Stern der Spektralklasse F5 mit einer Helligkeit von 1,8 mag. Weitere helle Mitglieder sind δ, ε, ψ, 29, 30, 34 und 48 Persei. Die Gesamthelligkeit des Haufens beträgt etwa 1,2 mag.
Durch seine Größe und Helligkeit ist dieser Sternhaufen seit der Antike bekannt, wie viele andere Sternhaufen, die eine sehr geringe Entfernung zur Erde haben und daher einen großen scheinbaren Durchmesser besitzen (zum Beispiel die Ursa-Major-Gruppe oder die Hyaden); er wurde jedoch nicht in die modernen Standard-Kataloge Messier, NGC und IC aufgenommen. Erst P.J. Melotte nahm den Haufen 1915 in seinen Katalog offener Sternhaufen auf. Unter der Bezeichnung Cr 39 ist der Haufen ebenfalls im Katalog von Per Collinder zu finden.
Interessant ist weiterhin, dass dieser Sternhaufen ein sogenannter Bewegungshaufen ist, d. h. die Sterne besitzen alle eine ähnliche Eigenbewegung. Auch physikalisch sind die Sterne sich sehr ähnlich, denn bis auf wenige Ausnahmen (darunter α und σ Per) sind sie vom Spektraltyp O oder B. Der Haufen ist Teil einer so genannten OB-Assoziation. Das Alter des Haufens wird mit etwa 50–70 Mio. Jahren angegeben.